# Tebennotoma konishii
Tebennotoma konishii är en stekelart som beskrevs av Sergey A. Belokobylskij och Tenma 2002. Tebennotoma konishii ingår i släktet Tebennotoma och familjen bracksteklar. Inga underarter finns listade i Catalogue of Life.